# El Paso Rhinos
El Paso Rhinos är ett amerikanskt juniorishockeylag som spelar i North American Hockey League (NAHL) sedan 2021. De grundades dock redan 2005 av den kanadensiske ishockeyspelaren Cory Herman, som hade tidigare spelat för El Paso Buzzards när de spelade i Western States Hockey League (WSHL). År 2003 upplöstes Buzzards när de var medlem i Central Hockey League (CHL). Rhinos anslöts till WSHL och spelade där fram tills 2020 när de gick över till NAHL, dock spel i NAHL:s farmarliga North American 3 Hockey League (NA3HL) för säsongen 2020–2021. De flyttades upp till NAHL efterföljande säsong samtidigt som Rhinos grundade ett renodlat farmarlag i NA3HL.
Laget spelar sina hemmamatcher i inomhusarenan El Paso County Coliseum, som har en publikkapacitet på mellan 6 500 och 11 000 åskådare beroende på källa, i El Paso i Texas. Rhinos har ännu inte vunnit Robertson Cup, som delas ut till det lag som vinner NAHL:s slutspel.
De har ännu inte fostrat någon nämnvärd spelare.